# Zigrasimecia
Zigrasimecia é um gênero extinto de formigas que existiu durante o período Cretáceo, há aproximadamente 98 milhões de anos. Os primeiros espécimes foram coletados em âmbar birmanês, no estado de Kachin, a 100 km a oeste da cidade de Myitkyina, em Myanmar. Em 2013, os paleoentomologistas Phillip Barden e David Grimaldi [en] publicaram um artigo descrevendo e nomeando a espécie Zigrasimecia tonsora. Eles descreveram uma fêmea sem asas com características únicas, especialmente mandíbulas altamente especializadas. Outras características incluem ocelos grandes, escapos curtos, 12 antenômeros, olhos pequenos e uma margem clipeal com uma fileira de dentículos em forma de pinos. Inicialmente, o gênero Zigrasimecia foi classificado como incertae sedis (posição incerta) dentro da família Formicidae, até que uma segunda espécie, Zigrasimecia ferox, foi descrita em 2014, permitindo sua alocação na subfamília Sphecomyrminae [en]. Posteriormente, foi considerado pertencente à subfamília distinta Zigrasimeciinae [en].
As mandíbulas altamente especializadas sugerem que essas formigas apresentavam hábitos não mais observados em formigas atuais. A cabeça altamente móvel indica que a mobilidade era um fator importante, provavelmente relacionado ao comportamento alimentar. As projeções rugosas na cabeça podem ter desempenhado um papel importante na escavação de ninhos, já que as mandíbulas não seriam adequadas para essa função. É provável que Zigrasimecia interagisse com o gênero extinto de formigas Gerontoformica [en] por meio de conflitos, compartilhando, possivelmente, alguns de seus nichos ecológicos. As mandíbulas dessas formigas provavelmente eram usadas para interações mecânicas com alimentos e podem ter funcionado como armadilhas para presas de artrópodes, como ácaros e pequenas moscas. Zigrasimecia era, possivelmente, um predador generalista [en].

## História taxonômica

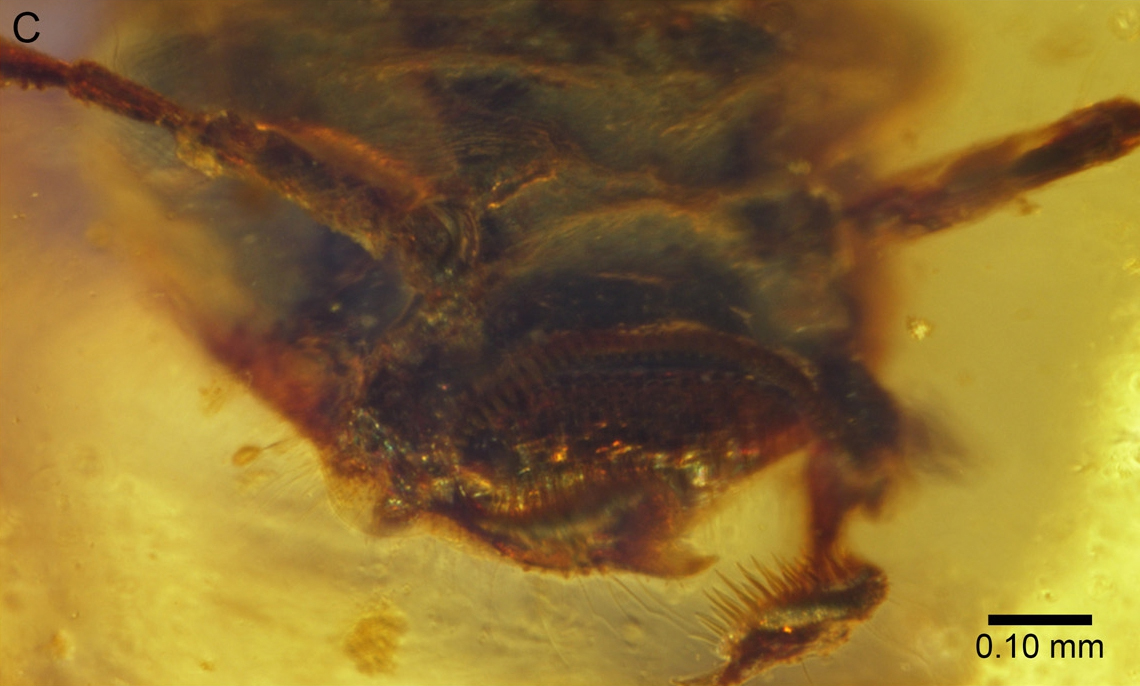
Fotografia de Zigrasimecia tonsora, mostrando as estruturas clipeais e mandibulares.

Zigrasimecia tonsora é conhecida apenas por um único espécime, o holótipo, número de espécime JZC Bu-159. Na época da descrição, o espécime pertencia à coleção particular de James Zigras e estava disponível para estudo apenas por meio do Museu Americano de História Natural. O fóssil adulto solitário consiste em uma fêmea sem asas, preservada como uma inclusão em fragmentos transparentes de âmbar birmanês, de cor amarelo-escura e relativamente claro. O espécime de âmbar foi recuperado em depósitos no estado de Kachin, a 100 km a oeste da cidade de Myitkyina, em Myanmar. O âmbar birmanês foi datado por datação radiométrica usando isótopos de U-Pb, indicando uma idade de aproximadamente 99 milhões de anos, próxima ao limite entre o Albiano e o Cenomaniano. O fóssil foi inicialmente estudado pelos paleoentomologistas Phillip Barden e David Grimaldi [en], ambos do Museu Americano de História Natural. A descrição do tipo do novo gênero e espécie, publicada em 2013 na revista online Zootaxa por Barden e Grimaldi, nomeou o gênero Zigrasimecia como um patronímico em homenagem a James Zigras, combinado com o sufixo -mecia, comum em nomes genéricos de formigas. O epíteto específico tonsora deriva da combinação das palavras latinas tonsor ("barbeiro" ou "cabeleireiro") e oris ("boca"), em referência às peças bucais das formigas, que possuem pentes e escovas. Zigrasimecia é uma das sete espécies de formigas descritas em âmbar birmanês e uma das cinco espécies desse âmbar classificadas em Sphecomyrminae ou incertae sedis. As outras espécies de Sphecomyrminae são: Haidomyrmex cerberus, Haidomyrmex scimitarus, Haidomyrmex zigrasi [en] e Gerontoformica orientalis [en].
No artigo de Barden e Grimaldi, os autores não conseguiram identificar a formiga com confiança suficiente para classificá-la em uma subfamília, deixando-a como incertae sedis dentro de Formicidae. Embora um estudo morfológico recente tenha fornecido informações úteis sobre as peças bucais de formigas basais, a classificação de táxons do Cretáceo ainda é desafiadora. No entanto, sinapomorfias (características diagnósticas principais) poderiam ter sido usadas para tentar posicionar Zigrasimecia. Sinapomorfias importantes para formigas Sphecomyrminae incluem o comprimento do escapo (segmento basal da antena), o pecíolo (cintura estreita entre o tórax e o abdômen) e a glândula metapleural [en] (glândulas secretoras), conforme indicado pelo diagnóstico de Barry Bolton [en]. A morfologia de Zigrasimecia tonsora exibe várias autapomorfias (características derivadas) não vistas em outras espécies de formigas, particularmente a estrutura das mandíbulas e a escultura do mesossoma. Outro obstáculo para classificar Zigrasimecia tonsora é que o status de Sphecomyrminae raramente foi avaliado (talvez apenas uma vez) por meio de metodologia filogenética. Por isso, era possível que a subfamília não fosse monofilética.

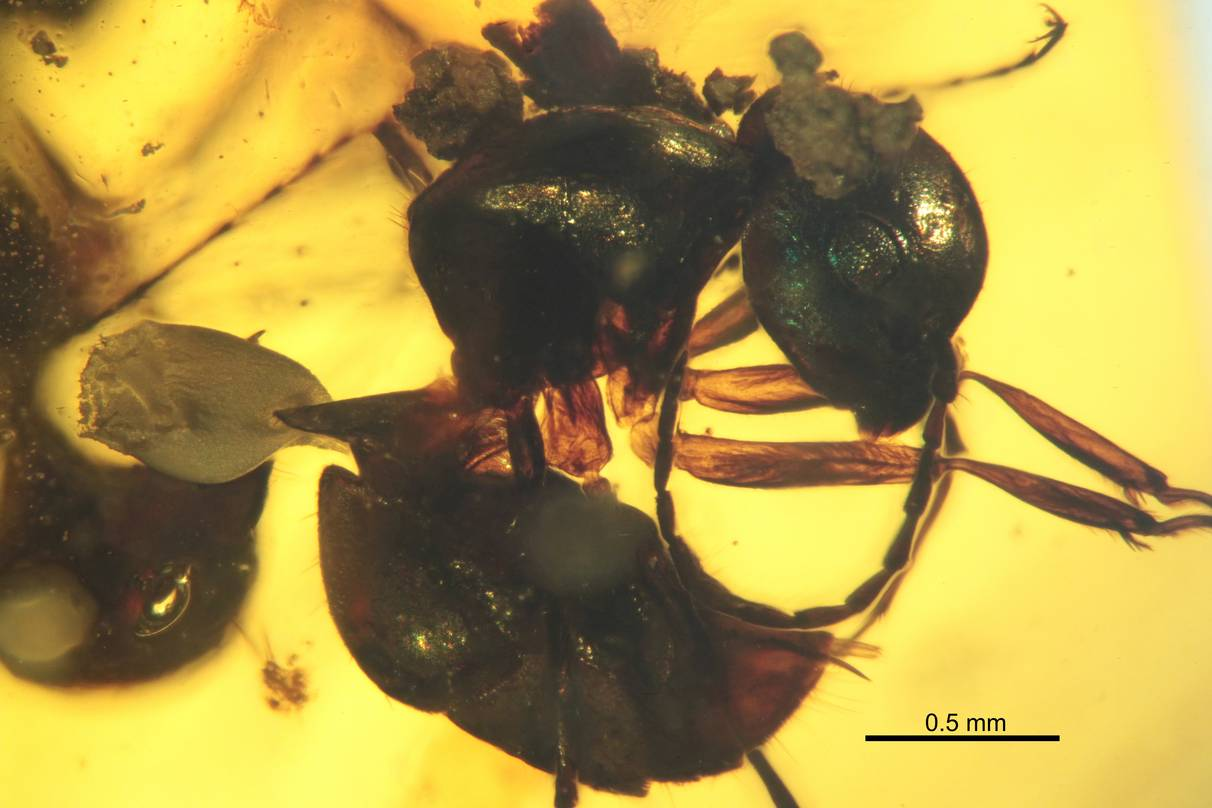
Parátipo de Zigrasimecia ferox, espécime JWJ-Bu18b

 Em 2014, o paleoentomologista Vincent Perrichot, da Universidade de Rennes, estudou vários espécimes recuperados em âmbar do Cretáceo Superior, datados de 98 milhões de anos, coletados no Vale Hukawng [en], estado de Kachin. Após análise, verificou-se que os espécimes eram distintos de Zigrasimecia tonsora. Assim, Perrichot forneceu a primeira descrição dessa formiga em um artigo publicado em 2014 na revista Myrmecological News. Ele a nomeou Zigrasimecia ferox, com o epíteto específico significando "feroz" em latim, em referência à aparência da cabeça. Z. ferox é conhecida por um holótipo, número JWJ-Bu18a, e vários parátipos. Três desses parátipos são operárias completamente preservadas, enquanto duas operárias parciais não possuem pernas e ápices gastrais, e uma operária não possui o mesossoma. No mesmo artigo, Perrichot transferiu Zigrasimecia para Sphecomyrminae, afirmando que há poucas dúvidas de que as espécies pertencem a essa subfamília. Ele observou que as operárias de Z. ferox possuem a maioria das sinapomorfias indicadas por Bolton, como antenas geniculadas com escapos curtos, funículo (segmentos entre a base da antena e o clava) filiforme, ausência de lobos propodeais [en] (uma carena [en] que delimita lateralmente o escrobo propodeal), presença de dois esporões [en] na mesotíbia e metatíbia (partes média e posterior da tíbia) e um dente pré-apical nas garras com um ferrão presente. Sua colocação na tribo Sphecomyrmini é suportada pelas mandíbulas das fêmeas com dois dentes e o terceiro segmento antenal alongado.
Em 2020 e 2021, respectivamente, as novas espécies Zigrasimecia hoelldobleri e Zigrasimecia goldingot foram descritas, também em âmbar birmanês.

### Classificação
Com base nas características apomórficas, as espécies de Zigrasimecia podem compartilhar uma relação próxima com outras formigas extintas, como Gerontoformica [en], especialmente aquelas do antigo gênero Sphecomyrmodes. A característica mais proeminente é a presença de setas em forma de pinos ao redor da cavidade oral. Algumas espécies, como Gerontoformica cretacica, Gerontoformica orientalis e Gerontoformica occidentalis, possuem uma fileira de setas robustas na porção anterior do clípeo, enquanto Zigrasimecia tonsora apresenta duas fileiras adicionais dessas setas. No entanto, tais estruturas não foram identificadas em outras formigas do Cretáceo. As setas labrais de Gerontoformica cretacica e Zigrasimecia tonsora são semelhantes, embora Gerontoformica cretacica tenha setas dentiformes e Zigrasimecia tonsora tenha setas afiladas e semelhantes a pelos. Os ocelos de Gerontoformica orientalis e Zigrasimecia tonsora também são semelhantes em aparência; Gerontoformica cretacica não possui ocelos, e não se sabe se Gerontoformica orientalis os possui, pois a região dorsal da cabeça está obscurecida. Apesar das semelhanças, é improvável que sejam castas da mesma espécie, especialmente porque Zigrasimecia tonsora é uma fêmea sem asas. O seguinte cladograma de formigas do grupo-tronco em relação a vespas e formigas do grupo coroa foi produzido por Barden e Grimaldi em 2016. Embora Z. tonsora não esteja presente no cladograma, a posição de Zigrasimecia ferox oferece insights sobre a colocação do gênero: Em 2017, Zigrasimecia foi colocada na tribo separada Zigrasimeciini, que foi elevada à família distinta Zigrasimeciinae [en] em 2020, ao lado dos gêneros Boltonimecia [en] e Protozigrasimecia, também conhecidos do âmbar do Cretáceo, devido à sua relação incerta com outras formigas do grupo-tronco do Cretáceo.

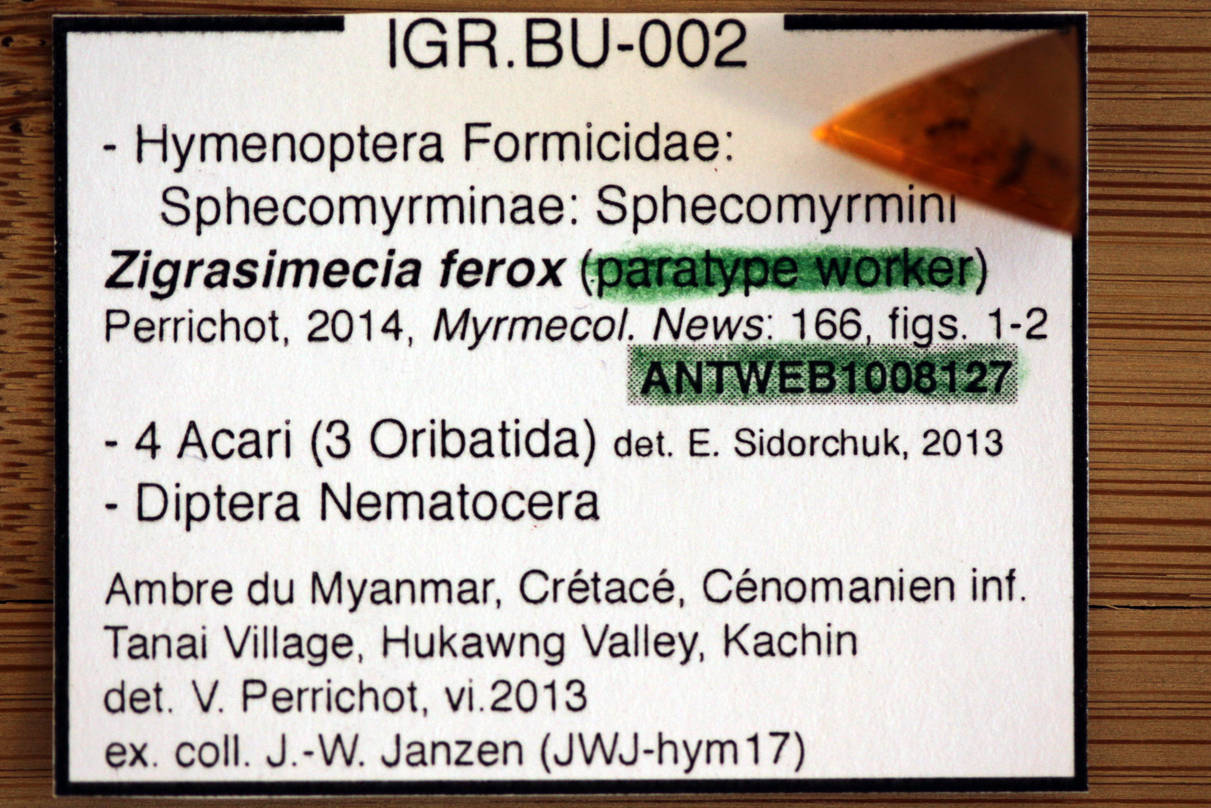
Etiqueta de museu de Zigrasimecia ferox

|  | Chyphotes mellipes                                                             |
|  |                                                                                |
|  | \| \| Chalybion californicum \| \| \| \| \| \| Heterogyna espécies \| \| \| \| |
|  |                                                                                |
|  | Chalybion californicum                                                         |
|  |                                                                                |
|  | Heterogyna espécies                                                            |
|  |                                                                                |

|  | Chalybion californicum |
|  |                        |
|  | Heterogyna espécies    |
|  |                        |

|  | Haidomyrmodes mammuthus                                                         |
|  |                                                                                 |
|  | \| \| Haidomyrmex scimitarus \| \| \| \| \| \| Haidoterminus cippus \| \| \| \| |
|  |                                                                                 |
|  | Haidomyrmex scimitarus                                                          |
|  |                                                                                 |
|  | Haidoterminus cippus                                                            |
|  |                                                                                 |

|  | Haidomyrmex scimitarus |
|  |                        |
|  | Haidoterminus cippus   |
|  |                        |

|  | Myanmyrma gracilis |
|  |                    |
|  | Zigrasimecia ferox |
|  |                    |

|  | Gerontoformica spiralis |
|  |                         |
|  | Gerontoformica magnus   |
|  |                         |
|  | Gerontoformica gracilis |
|  |                         |
|  | Gerontoformica pilosus  |
|  |                         |

|                         | Brownimecia clavata |
|                         |                     |
| Formigas do grupo coroa |                     |
|                         |                     |

|  | Myanmyrma gracilis |
|  |                    |
|  | Zigrasimecia ferox |
|  |                    |

|  | Gerontoformica spiralis |
|  |                         |
|  | Gerontoformica magnus   |
|  |                         |
|  | Gerontoformica gracilis |
|  |                         |
|  | Gerontoformica pilosus  |
|  |                         |

|                         | Brownimecia clavata |
|                         |                     |
| Formigas do grupo coroa |                     |
|                         |                     |

|  | Haidomyrmodes mammuthus                                                         |
|  |                                                                                 |
|  | \| \| Haidomyrmex scimitarus \| \| \| \| \| \| Haidoterminus cippus \| \| \| \| |
|  |                                                                                 |
|  | Haidomyrmex scimitarus                                                          |
|  |                                                                                 |
|  | Haidoterminus cippus                                                            |
|  |                                                                                 |

|  | Haidomyrmex scimitarus |
|  |                        |
|  | Haidoterminus cippus   |
|  |                        |

|  | Myanmyrma gracilis |
|  |                    |
|  | Zigrasimecia ferox |
|  |                    |

|  | Gerontoformica spiralis |
|  |                         |
|  | Gerontoformica magnus   |
|  |                         |
|  | Gerontoformica gracilis |
|  |                         |
|  | Gerontoformica pilosus  |
|  |                         |

|                         | Brownimecia clavata |
|                         |                     |
| Formigas do grupo coroa |                     |
|                         |                     |

|  | Myanmyrma gracilis |
|  |                    |
|  | Zigrasimecia ferox |
|  |                    |

|  | Gerontoformica spiralis |
|  |                         |
|  | Gerontoformica magnus   |
|  |                         |
|  | Gerontoformica gracilis |
|  |                         |
|  | Gerontoformica pilosus  |
|  |                         |

|                         | Brownimecia clavata |
|                         |                     |
| Formigas do grupo coroa |                     |
|                         |                     |

|  | Chyphotes mellipes                                                             |
|  |                                                                                |
|  | \| \| Chalybion californicum \| \| \| \| \| \| Heterogyna espécies \| \| \| \| |
|  |                                                                                |
|  | Chalybion californicum                                                         |
|  |                                                                                |
|  | Heterogyna espécies                                                            |
|  |                                                                                |

|  | Chalybion californicum |
|  |                        |
|  | Heterogyna espécies    |
|  |                        |

|  | Haidomyrmodes mammuthus                                                         |
|  |                                                                                 |
|  | \| \| Haidomyrmex scimitarus \| \| \| \| \| \| Haidoterminus cippus \| \| \| \| |
|  |                                                                                 |
|  | Haidomyrmex scimitarus                                                          |
|  |                                                                                 |
|  | Haidoterminus cippus                                                            |
|  |                                                                                 |

|  | Haidomyrmex scimitarus |
|  |                        |
|  | Haidoterminus cippus   |
|  |                        |

|  | Myanmyrma gracilis |
|  |                    |
|  | Zigrasimecia ferox |
|  |                    |

|  | Gerontoformica spiralis |
|  |                         |
|  | Gerontoformica magnus   |
|  |                         |
|  | Gerontoformica gracilis |
|  |                         |
|  | Gerontoformica pilosus  |
|  |                         |

|                         | Brownimecia clavata |
|                         |                     |
| Formigas do grupo coroa |                     |
|                         |                     |

|  | Myanmyrma gracilis |
|  |                    |
|  | Zigrasimecia ferox |
|  |                    |

|  | Gerontoformica spiralis |
|  |                         |
|  | Gerontoformica magnus   |
|  |                         |
|  | Gerontoformica gracilis |
|  |                         |
|  | Gerontoformica pilosus  |
|  |                         |

|                         | Brownimecia clavata |
|                         |                     |
| Formigas do grupo coroa |                     |
|                         |                     |

|  | Haidomyrmodes mammuthus                                                         |
|  |                                                                                 |
|  | \| \| Haidomyrmex scimitarus \| \| \| \| \| \| Haidoterminus cippus \| \| \| \| |
|  |                                                                                 |
|  | Haidomyrmex scimitarus                                                          |
|  |                                                                                 |
|  | Haidoterminus cippus                                                            |
|  |                                                                                 |

|  | Haidomyrmex scimitarus |
|  |                        |
|  | Haidoterminus cippus   |
|  |                        |

|  | Myanmyrma gracilis |
|  |                    |
|  | Zigrasimecia ferox |
|  |                    |

|  | Gerontoformica spiralis |
|  |                         |
|  | Gerontoformica magnus   |
|  |                         |
|  | Gerontoformica gracilis |
|  |                         |
|  | Gerontoformica pilosus  |
|  |                         |

|                         | Brownimecia clavata |
|                         |                     |
| Formigas do grupo coroa |                     |
|                         |                     |

|  | Myanmyrma gracilis |
|  |                    |
|  | Zigrasimecia ferox |
|  |                    |

|  | Gerontoformica spiralis |
|  |                         |
|  | Gerontoformica magnus   |
|  |                         |
|  | Gerontoformica gracilis |
|  |                         |
|  | Gerontoformica pilosus  |
|  |                         |

|                         | Brownimecia clavata |
|                         |                     |
| Formigas do grupo coroa |                     |
|                         |                     |

## Descrição
Com base em Zigrasimecia tonsora, as rainhas são semelhantes em aparência a Gerontoformica em relação à estrutura mandibular, com mandíbulas que possuem dois dentes, um apical (mais próximo do ápice) e outro subapical (abaixo do dente apical). Outras estruturas corporais semelhantes incluem ocelos grandes, escapos curtos, 12 antenômeros, olhos pequenos e uma margem clipeal com uma fileira de dentículos [en] em forma de pinos. As rainhas podem ser distinguidas de Gerontoformica por suas cabeças achatadas e largas. Elas possuem uma margem clípeo larga e côncava, com um grande número de dentículos e duas fileiras verticais curtas de dentículos. Suas mandíbulas têm metade do comprimento das de Gerontoformica e possuem uma escova densa de setas semelhantes a espículas. Além disso, o vértice [en] (superfície superior da cabeça) apresenta um par de manchas rugosas de formato oval.
Zigrasimecia ferox é conhecida apenas por fêmeas pequenas e sem asas. A cabeça é semelhante à das rainhas de Zigrasimecia tonsora, mas pode ser diferenciada pela ausência de ocelos e manchas rugosas no vértice. Apenas uma fileira de dentículos está presente, e a margem do vértice (vista posterodorsalmente) é côncava. O mesossoma é liso e contém uma única espinha, fóvea (uma depressão em uma estrutura) ou carena (uma elevação semelhante a uma quilha na parede do corpo de um inseto). A porção posterior da superfície propodeal é côncava, alta e fortemente angulada. Todas as pernas possuem fêmures [en] e tíbias achatados, com as tíbias carenadas anterior e posteriormente. O gastro [en] (porção bulbosa posterior do metassoma) tem cinco segmentos conhecidos. Como a rainha, Zigrasimecia ferox possui um ferrão grande e retrátil, cuja parte externa é envolvida pelos gonostilos (bainhas do ferrão).

### Zigrasimecia ferox

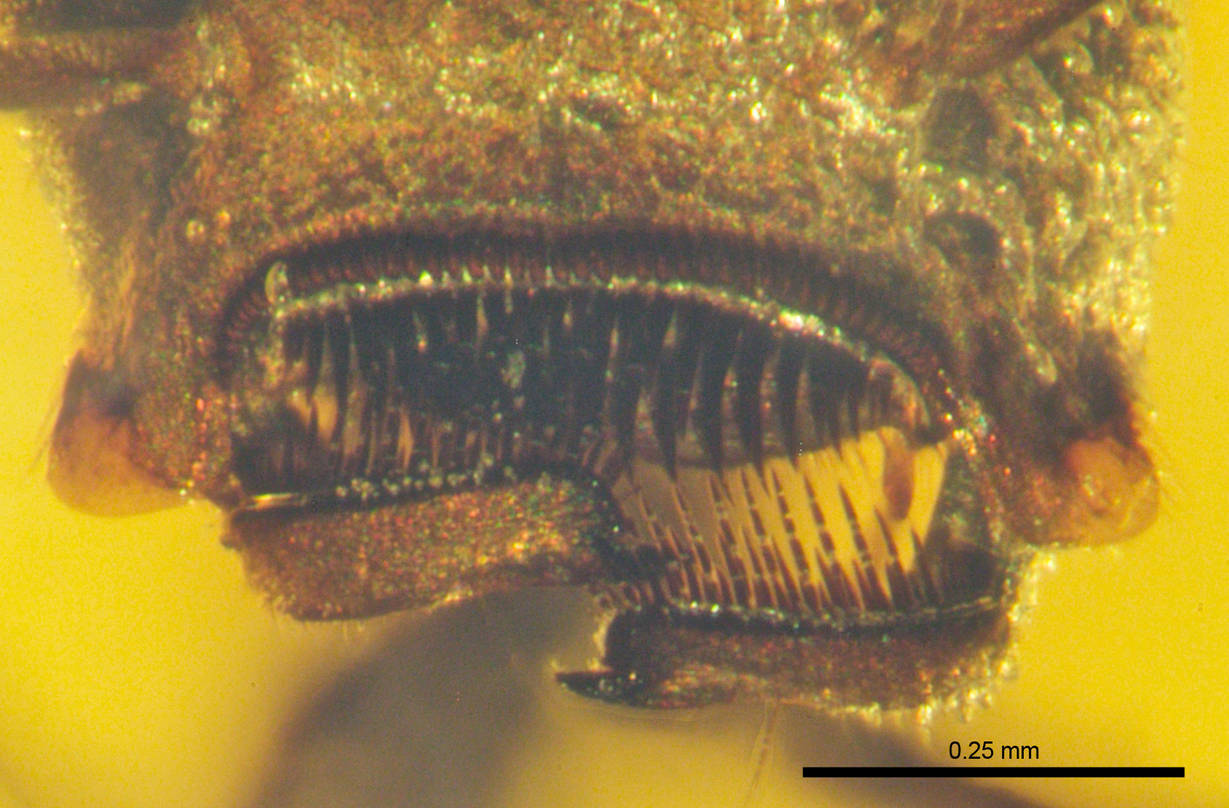
Mandíbulas de Zigrasimecia ferox

O comprimento corporal de Zigrasimecia ferox varia de 2,0 a 2,8 mm. A cabeça é larga e em forma de crescente quando vista dorsalmente. A fronte (parte superior da face do inseto) é fortemente convexa, curvando-se para fora, e a margem do vértice é côncava, com curvatura regular ou forte. Na vista frontal completa, a margem clipeal é larga e côncava. Os lados são convexos, com olhos pequenos, porém protuberantes. Os cantos posteriores são arredondados, e a base das mandíbulas é ocultada pela grande expansão da gena [en] (área abaixo dos olhos compostos, equivalente às bochechas humanas em insetos). O clipe é raso e transversal, com 48 dentículos que diminuem de tamanho na margem clipeal. Os dentículos são em forma de pinos com ápices arredondados. Setas espinhosas densas cobrem o labrum [en] (uma estrutura em forma de aba na frente da boca), organizadas em três fileiras, cada uma contendo, em média, cerca de 20 setas que aumentam de comprimento ventralmente ao clipe. As mandíbulas mal se sobrepõem medialmente, com um único dente apical grande e um dente subapical menor. A superfície oral é coberta por setas semelhantes a espículas, com as setas internas quatro vezes mais longas que as externas. Os palpos são curtos, com os palpos maxilares [en] (órgãos sensoriais para degustação e manipulação de alimentos) possuindo cinco segmentos. Os palpos labiais (contrapartes dos palpos maxilares usados para funções sensoriais no consumo de alimentos) presumivelmente têm três segmentos. As carenas frontais (um par de cristas ou flanges cuticulares na cabeça) estão ausentes em Z. ferox. As antenas são bem separadas, com 12 antenômeros, e os escapos são curtos; o torulo (soquete no qual a antena se articula) não é significativamente elevado. Os escrobos antenais (sulcos na lateral da cabeça) são rasos e se projetam para fora a partir da base antenal em direção à margem ventral dos olhos.

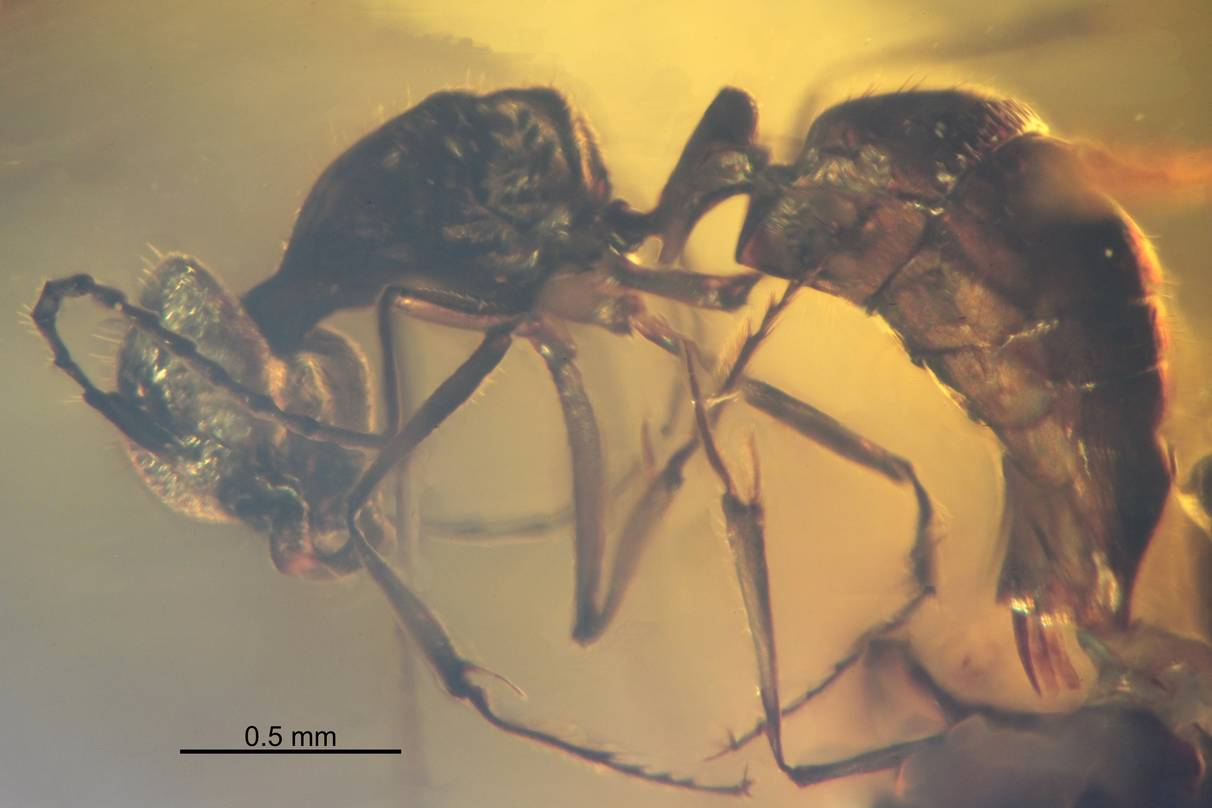
Vista de perfil de Z. ferox

 O mesossoma é metade da largura da cabeça quando visto dorsalmente. A junção do mesoscutelo (parte média do escutelo) e a superfície dorsal do propódeo é indistinta; em dois espécimes de Z. ferox, essas partes do corpo são ligeiramente anguladas. A margem posterior do dorso propodeal é côncava. O propleuro (placa exoesquelética lateral do protórax) é bem desenvolvido, e o mesopleuro (placa exoesquelética lateral do mesotórax [en]) é separado do resto do mesossoma por sulcos distintos. O propódeo é alto, com espiráculos [en] propodeais em forma de fenda localizados ao redor das regiões médias dos lados propodeais. A abertura da glândula metapleural é semicircular, e a bula metapleural (reservatórios) é desenvolvida. Nas pernas, os fêmures e tíbias são achatados, com as tíbias apresentando margens anterior e posterior delimitadas por uma carena. O trocantelo (extremidade proximal do fêmur) está presente em todas as pernas, e as pernas anteriores possuem manchas de setas densas e alongadas. A protíbia tem três esporões; o esporão grande ("calcar") é curvado, e os outros dois esporões são tão longos quanto o calcar. Garras pretarsais estão presentes com um dente subapical.
Os segmentos gastrais apresentam pequenas constrições entre o primeiro e o segundo segmentos. O ferrão é longo, mas amplamente internalizado, robusto e ligeiramente curvado para cima no ápice. As partes externas são envolvidas pelos gonostilos, e o bulbo do ferrão é grande. O tegumento (camada externa protetora) é rugoso em todo o corpo, exceto nas pernas e no gastro. A área dorsofrontal da cabeça, as superfícies dorsais do gastro, mesossoma e pecíolo são cobertas por pelos eretos, com pelos ligeiramente mais longos nas regiões ventrais do mesossoma e gastro. Os segmentos apicais do gastro apresentam maior densidade de setas com pelos decumbentes (deitados) mais longos.

### Zigrasimecia tonsora

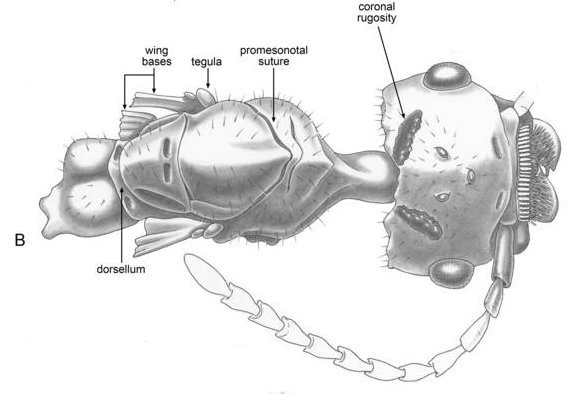
Ilustração de Zigrasimecia tonsora, vista superior da cabeça e mesossoma

A cabeça larga e achatada de Zigrasimecia tonsora mede 0,66 mm de comprimento e 0,76 mm de largura (excluindo os olhos). É aparentemente prognata (com a mandíbula ou queixo projetando-se para frente), com a conexão cervical localizada próxima à cabeça. A margem occipital (ao redor da região posterodorsal) é irregular na vista dorsal e também emarginada. O pós-occipício (borda posterior do crânio do inseto) é côncavo. Os olhos são pequenos, mas projetam-se da cabeça, com aparência de gota quando vistos lateralmente. Os olhos medem 0,21 mm de comprimento e 0,13 mm de largura, localizados na metade posterior da cabeça. Os ocelos são grandes, com 0,06 mm de diâmetro. Um par de manchas cuticulares rugosas de formato oval é encontrado no vértice. O lado dorsofrontal da cabeça apresenta setículas finas e esparsas. Uma gena protuberante pode ser observada, com um ápice estreito, mas estendido, bem além dos dentículos clipeais. A porção dorsoventral da fronte tem sulcos rasos em forma de V que se estendem sobre as bases das antenas. Não há evidências de carenas frontais. O torulo protuberante obscurece a base da antena; as bases antenais se projetam abaixo do torulo. Escrobos antenais rasos são observados, projetando-se para fora a partir das bases antenais em direção à margem ventral dos olhos. A antena mede 1,42 mm de comprimento, com um total de 12 antenômeros, sendo o flagelo composto por dez flagelômeros. Os escapos são curtos, medindo 0,22 mm, e o pedicelo (segundo segmento da antena) mede 0,13 mm. Os flagelômeros variam em comprimento, entre 0,08 e 0,17 mm. O clípeo é raso, medindo 0,10 mm (excluindo os dentículos). É largo, com a distância entre os dentículos mais laterais sendo de 0,44 mm, e tem formato mais côncavo do que reto. A margem oral do clipe é forrada por uma fileira de 30 dentículos em forma de pinos, com ápices arredondados. A fileira de dentículos da margem clipeal é composta por duas fileiras curtas, cada uma com 15 dentículos. As mandíbulas são curtas, mal se sobrepondo medialmente, medindo 0,345 mm. A dentição é simples, com um dente apical grande e um dente subapical presente. A margem mastigatória não contém dentes, e as áreas externas das mandíbulas são côncavas. A superfície oral das mandíbulas possui escovas densas de setas rígidas, agudas e semelhantes a espículas. O labro é coberto por setas mais longas, porém mais estreitas, do que as encontradas no clipe. Os palpos são curtos, com os palpos maxilares possuindo cinco segmentos, medindo 0,23 mm.

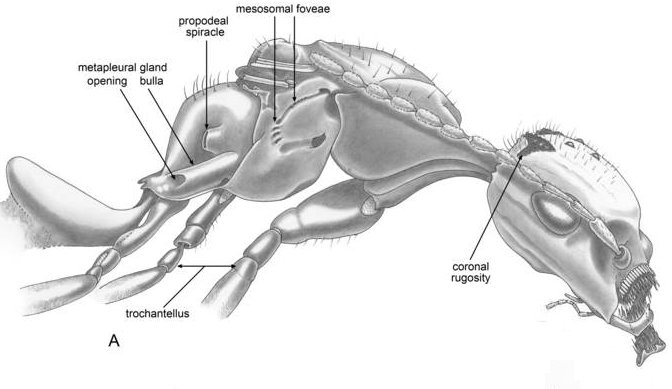
Vista lateral de Zigrasimecia tonsora

 O mesossoma mede 0,55 mm de largura e é coberto por setas eretas nas superfícies dorsais. No propódeo, as setas são ligeiramente recurvadas. O pescoço é longo, com um quarto do comprimento do tórax (excluindo o propódeo). Sulcos em forma de V estão presentes na porção dorsomedial do pronoto. A sutura [en] promesonotal é bem desenvolvida e completa, demarcando completamente o mesoscuto e o mesoscutelo da formiga. O escutelo tem aproximadamente metade do comprimento do escuto, com sua superfície dorsal apresentando um par de fóveas retangulares profundas localizadas próximo à linha mediana. O dorselo é bem desenvolvido, com um par de fóveas rasas. O pronoto contém poucas ou nenhuma fóvea ou seta, mas é totalmente desenvolvido. O mesopleuro é separado do mesossoma por sulcos completos e, quando visto dorsalmente, apresenta uma série de sulcos e fóveas em forma de C. O propódeo mede 0,55 mm de comprimento e possui um espiráculo em forma de fenda voltado para trás; a margem posterior do propódeo é em forma de prateleira e emarginada medialmente. A glândula metapleural tem uma abertura grande em forma de crescente e uma bula metapleural bem desenvolvida. O trocantelo está presente em todas as pernas, bem separado do trocânter [en] e do fêmur nas pernas meso- e metatorácicas (pares de pernas média e posterior). Na margem ventral, um dente subapical pode ser visto nas garras grandes. O metassoma é majoritariamente obscurecido por uma grande bolha. Um ferrão grande parece estar presente.

## Ecologia

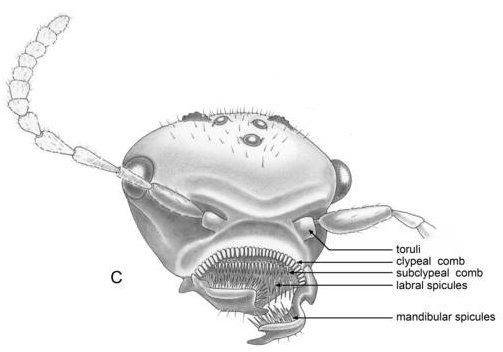
Cabeça, vista frontal. Sua morfologia incomum sugere que essas formigas tinham hábitos não mais vistos em espécies atuais.

Zigrasimecia é conhecida por sua morfologia incomum, provavelmente apresentando hábitos não mais observados em espécies atuais. Sua cabeça altamente móvel sugere que a mobilidade era um fator importante, provavelmente para o comportamento alimentar. A morfologia das mandíbulas teria impedido a escavação de ninhos, então as projeções rugosas na cabeça podem ter auxiliado nessa função. Não há evidências de que formigas do Cretáceo exibissem comportamento de nidificação, embora a casta de rainha em Zigrasimecia tonsora sugira que uma rainha sem asas era necessária para criar ninhos. Além disso, Zigrasimecia e Gerontoformica coexistiam, como evidenciado por um pedaço de âmbar que continha ambos os gêneros presos. Isso indica que as duas formigas podem ter compartilhado alguns de seus nichos ecológicos e possivelmente interagido por meio de conflitos.
Não se sabe qual é a função das setas orais em espécies atuais, exceto pelos pelos sensoriais longos observados em alguns gêneros, como Anochetus e Odontomachus. Em Zigrasimecia, essas estruturas provavelmente não funcionavam como pelos desencadeadores, pois são robustas e mais curtas. Em vez disso, eram provavelmente usadas para interações mecânicas com alimentos, permitindo a manipulação de alimentos líquidos. A integração das mandíbulas com outras partes do corpo, como o clipe e o labro, sugere que serviam como uma armadilha para presas de artrópodes, como ácaros e pequenas moscas. Zigrasimecia era possivelmente um predador generalista [en].
As mandíbulas altamente especializadas fornecem evidências adicionais de que a fauna de formigas extintas do Cretáceo exibia uma grande diversidade de comportamentos alimentares. As peças bucais incomuns de Zigrasimecia são consistentes com outras espécies extintas encontradas em depósitos de âmbar birmanês, França, Nova Jersey e Canadá, que também apresentam morfologias não vistas em formigas atuais.